# Valle del Perlo
La valle del Perlo è una valle italiana del Triangolo Lariano, situata in quasi totalità in provincia di Como ad eccezione della località di Palaino che si trova in provincia di Lecco. La valle è formata dal fiume omonimo, che nasce dal Monte San Primo e confluisce, dopo 7 km, nel Lago di Como nei pressi compresi le frazioni di San Giovanni e Guggiate nel Comune di Bellagio.
Confina a sud e a ovest con il Comune di Lezzeno tramite la dorsale del triangolo lariano, a est con la vallassina, Oliveto Lario e a nord con la punta spartivento di Bellagio luogo più estremo dove finisce il triangolo lariano ed inizia il lago.
La valle, sviluppata lungo il torrente, è racchiusa dai monti: San Primo (1682 mt.) e Nuvolone (1079 mt.) lungo la dorsale lariana, Ponciv (1456 mt.), Forcella (1318 mt.) e Grionsc (925 mt.).

## Nuclei abitati e località minori della valle

### Comune di Bellagio
- Alpe dei Picet
- Alpe del Borgo
- Alpe delle Ville
- Begola
- Brogno
- Cagnanica
- Casate
- Cascine Gallasco
- Cascinotti
- Cernobbio
- Chevrio
- Costa Prada
- Crotto
- Guggiate
- Gravedona
- Makallé
- Mulini del Perlo
- Neer
- Paum
- Piano Rancio
- Prà Filippo
- Rovenza
- Rovenzola
- San Giovanni
- San Primo
- Scegola
- Vergonese

### Comune di Oliveto Lario (Lecco)
- Palaino